# Al Hood
Alastair „Al“ Hood (* um 1936 in Portland (Oregon); † 25. April 2003 in Seattle) war ein US-amerikanischer Jazzpianist und Komponist, der vorwiegend im Raum Seattle arbeitete.

## Leben und Wirken
Hood graduierte am Lewis and Clark College und erwarb den Master-Abschluss an der University of Washington. Seinen frühen klassischen Klavierunterricht verband er mit Bebop; zu seinen Idolen zählten Thelonious Monk und Charlie Parker. Hood war in den 1970er und 1980er Jahren Mentor der Seattler Avantgarde-Szene. Er gab Privatstunden und unterrichtete am Seattle Central Community College.
In den 1960er Jahren war er Komponist in der Gruppe New Dimensions in Music, die zeitgenössische Musik mit Theater, Jazztanz, Lichtshows und Perkussion verbanden. 1978 legte er sein Debütalbum Not Quiet Rite vor. Ende der 1970er Jahre ging er mit Michael Davenport auf Tourneen. 1997 erschien sein Album Friends. Nach längeren Aufenthalten in San Francisco und Europa kehrte er in den 1980er Jahren nach Seattle zurück. Er starb dort im Alter von 67 Jahren.